# 名田高梧
名田高梧（英語：Kogonada，或寫作「:: kogonada」）是一名韓裔美國導演。本名不詳，藝名靈感取自日本作家野田高梧，但經常被音譯為「郭共達」。早期以製作影像散文聞名。他所執導的首部劇情長片《在哥伦布》於圣丹斯电影节首映；第二部劇情長片《楊之後》入圍第74屆戛纳电影节一種注目單元。

## 經歷與職涯
名田高梧出生於大韓民國，幼時和家人移民至美國，在印第安納州與芝加哥成長。名田高梧曾居住在納什維爾，現與妻子和兩子居住在洛杉磯。
名田高梧只想透過作品和世人交流，且對自己的英文名字沒有認同感，也想保有隱私，因此從未公開自己的本名。名田高梧身為電影學者，曾以研究日本導演小津安二郎攻讀博士學位，其藝名即是取自經常和小津安二郎合作的編劇野田高梧。在西班牙語中，「nada」（名田）意指「無」，呼應小津安二郎墓碑上的「無」字，因此藝名才取作「名田高梧」。
名田高梧和妻子一同觀賞美國電視劇《絕命毒師》時，被劇集的鏡位所吸引，於是在2012年創作了他的首部影像散文《絕命毒師／POV》。2013年，名田高梧受英國電影協會之託，為《視與聽》創作分析是枝裕和的影像散文《是枝裕和的世界》（The World According to Koreeda Hirokazu），之後也受到標準收藏等組織的委託進行創作研究
2010年代中期，居住在納什維爾的名田高梧，不滿足於創作紀錄片與品牌內容的生活，剛巧他分析電影形式的影像散文受到好萊塢的注意，於是成了他轉往好萊塢發展的契機。名田高梧閱讀《紐約時報》的一篇文章，得知哥倫布是現代主義建築物的聖地，於是他造訪該城市，催生出首部劇情長片《在哥伦布》。《構築心方向》於2017年在圣丹斯电影节首映，並獲得影評人廣泛的好評。
2018年，泰瑞莎·朴取得亞歷山大·溫斯坦所著之短篇小說《向楊說再見》（Saying Goodbye to Yang）的翻拍版權，並由名田高梧負責編劇、執導。2019年，改編電影正式定名為《人造眷戀》，並在2021年7月於戛纳电影节首映。《人造眷戀》同樣獲得影評人的好評。
2020年10月，名田高梧確定加入改編自李珉真所著之《柏青哥》的同名改編影集，負責執導第1季4集集數，同時出任監製。該劇於2022年3月25日上線，他的導演表現依舊獲得影評人的讚賞。

## 作品

### 電影
| 年度 | 作品     | 導演 | 編劇 | 製作 | 備註 |
| ---- | -------- | ---- | ---- | ---- | ---- |
| 2017 | 在哥伦布 | 是   | 是   | 否   |      |
| 2021 | 楊之後   | 是   | 是   | 否   |      |
| 2025 | 奇幻導航 | 是   | 否   | 否   |      |

### 電視
| 年度 | 作品   | 導演 | 編劇 | 製作     | 備註 |
| ---- | ------ | ---- | ---- | -------- | ---- |
| 2022 | 柏青哥 | 是   | 否   | 執行製作 |      |

## 獎項
| 典禮                           | 日期           | 獎項                               | 作品         | 結果 | 參                   |
| ------------------------------ | -------------- | ---------------------------------- | ------------ | ---- | -------------------- |
| 圣丹斯电影节                   | 2017年1月29日  | Next單元                           | 《在哥伦布》 | 提名 | [ 8 ]                |
| 鹿特丹影展                     | 2017年2月5日   | 金虎獎競賽                         | 《在哥伦布》 | 提名 | [ 22 ]               |
| 洛杉磯亞太電影節               | 2017年5月11日  | 北美敘事劇情片獎－最佳劇本         | 《在哥伦布》 | 獲獎 | [ 23 ]               |
| 西雅圖國際電影節               | 2017年6月11日  | 新美國電影競賽                     | 《在哥伦布》 | 提名 | [ 24 ]               |
| 香榭麗舍大道電影節             | 2017年6月22日  | 正式競賽－美國獨立劇情長片         | 《在哥伦布》 | 提名 | [ 25 ]               |
| 瓦萊塔電影節                   | 2017年6月25日  | 評審團獎－最佳劇情片               | 《在哥伦布》 | 獲獎 | [ 26 ]               |
| 台北電影節                     | 2017年7月4日   | 國際新導演競賽                     | 《在哥伦布》 | 提名 | [ 27 ] [ 28 ]        |
| 倫敦影展                       | 2017年10月15日 | 首部劇情片競賽                     | 《在哥伦布》 | 提名 | [ 29 ]               |
| 哥譚獎                         | 2017年11月27日 | 賓漢·雷突破導演獎                  | 《在哥伦布》 | 提名 | [ 30 ]               |
| 哥譚獎                         | 2017年11月27日 | 最佳劇本                           | 《在哥伦布》 | 提名 | [ 30 ]               |
| 芝加哥影評人協會獎             | 2017年12月12日 | 最具潛力的電影製作人               | 《在哥伦布》 | 提名 | [ 31 ]               |
| 印第安納電影記者協會獎         | 2017年12月19日 | 年度突破                           | 《在哥伦布》 | 亚军 | [ 32 ]               |
| 洛杉磯線上影評人協會獎         | 2017年12月19日 | 最佳首部劇情片                     | 《在哥伦布》 | 提名 | [ 33 ]               |
| 在線電影與電視協會             | 2018年2月18日  | 最佳首部劇情片                     | 《在哥伦布》 | 提名 | [ 34 ]               |
| 獨立精神獎                     | 2018年3月3日   | 最佳首部劇情片                     | 《在哥伦布》 | 提名 | [ 35 ]               |
| 獨立精神獎                     | 2018年3月3日   | 最佳首部劇本                       | 《在哥伦布》 | 提名 | [ 35 ]               |
| 大阪亞洲電影節                 | 2018年3月18日  | 正式競賽                           | 《在哥伦布》 | 提名 | [ 36 ]               |
| 克羅魯迪斯獎                   | 2018年3月19日  | 最佳導演                           | 《在哥伦布》 | 提名 | [ 37 ]               |
| 克羅魯迪斯獎                   | 2018年3月19日  | 最佳原創劇本                       | 《在哥伦布》 | 提名 | [ 37 ]               |
| 坎城影展                       | 2021年7月17日  | 一種注目                           | 《楊之後》   | 提名 | [ 38 ]               |
| 圣丹斯电影节                   | 2022年1月25日  | 艾尔弗雷德·P·斯隆劇情片大獎        | 《楊之後》   | 獲獎 | [ 39 ] [ 40 ]        |
| Camerimage電影攝影藝術國際影展 | 2022年11月19日 | 電視劇集競賽                       | 《柏青哥》   | 提名 | [ 41 ]               |
| 韓國電影評論家協會獎           | 2022年11月23日 | 國際影評人協會韓國本部獎－國外部門 | 《人造眷戀》 | 獲獎 | [ 42 ]               |
| 哥譚獨立電影獎                 | 2022年11月28日 | 最佳劇本                           | 《人造眷戀》 | 提名 | [ 43 ] [ 44 ]        |
| 哥譚獨立電影獎                 | 2022年11月28日 | 突破劇集－長篇（40分鐘以上）       | 《柏青哥》   | 獲獎 | [ 43 ] [ 44 ]        |
| 波士頓影評人協會獎             | 2022年12月11日 | 最佳改編劇本                       | 《人造眷戀》 | 獲獎 | [ 45 ] [ 46 ]        |
| 芝加哥影評人協會獎             | 2022年12月14日 | 最佳改編劇本                       | 《人造眷戀》 | 提名 | [ 47 ] [ 48 ]        |
| 印第安納電影記者協會獎         | 2022年12月19日 | 最佳改編劇本                       | 《人造眷戀》 | 亚军 | [ 49 ] [ 50 ] [ 51 ] |
| 印第安納電影記者協會獎         | 2022年12月19日 | 最佳導演                           | 《人造眷戀》 | 提名 | [ 49 ] [ 50 ] [ 51 ] |
| 印第安納電影記者協會獎         | 2022年12月19日 | 最佳剪輯                           | 《人造眷戀》 | 提名 | [ 49 ] [ 50 ] [ 51 ] |
| 喬治亞影評人協會獎             | 2023年1月13日  | 最佳改編劇本                       | 《人造眷戀》 | 提名 | [ 52 ] [ 53 ]        |
| 芝加哥獨立影評人贏獨獎         | 2023年1月21日  | 最佳改編劇本                       | 《人造眷戀》 | 提名 | [ 54 ] [ 55 ]        |
| 獨立精神獎                     | 2023年3月4日   | 最佳導演                           | 《人造眷戀》 | 提名 | [ 56 ] [ 57 ]        |
| 獨立精神獎                     | 2023年3月4日   | 最佳劇本                           | 《人造眷戀》 | 提名 | [ 56 ] [ 57 ]        |
| 獨立精神獎                     | 2023年3月4日   | 最佳新有腳本系列                   | 《柏青哥》   | 提名 | [ 58 ] [ 59 ]        |

## 外部連結
- 官方网站
- 名田高梧在互联网电影资料库（IMDb）上的資料（英文）
- Vimeo上的名田高梧頻道